# Marcel Tolcea
Marcel Tolcea (n. 28 mai 1956, Sânnicolau Mare, Timiș, Republica Populară Română, România) este un poet, eseist și publicist român, specialist în jurnalism și în științele comunicării, profesor la Universitatea de Vest din Timișoara și fost director al Muzeului de Artă din Timișoara.

## Biografie
După absolvirea liceului în Jimbolia, a urmat Facultatea de filologie a Universității din Timișoara, secția română-franceză. Din 2004 este profesor universitar la Catedra de filosofie și științe ale comunicării Universității din Timișoara, unde predă cursuri de jurnalism și comunicare. Este doctor în Litere al Universității din Timișoara.
Este redactor al revistei Orizont, editorialist la „Banatul azi” și susține rubrica de limba română la „Radio Timișoara”. Debut revuistic în revista Orizont (1977), iar în volum în 1988. Profesor la Școala generală din Gătaia, corector la ziarul „Drapelul roșu” (1983-1986), redactor la editura „Facla” din Timișoara (1986-1990), inspector-șef la Inspectoratul de cultură Timiș (1990-1991), cadru universitar din anul 1992 la Universitatea de Vest, director al Muzeului de Artă Timișoara (2006-2013).
Membru fondator al Societății Timișoara și al Fundației Soros.

## Opera

### Opera literară
- 1986 – secțiunea „Urania” în volumul colectiv de versuri Argonauții, editura Facla
- 1988 – Ochiul inimii, editura Facla
- 1999 – Bicicleta van Gogh, editura Brumar
- 2015 - Ochiul inimei, ediție revăzută și adăugită, editura Diacritic

### Opera științifică
- Presa și toleranța, în colaborare cu Călin Rus, volum apărut egida Consiliului Europei și al SFOS, în ediție română și franceză,
- La presse et la tolérance (traducere de M. Parau);
- Oravitzan', Editura Brumar, 1999 (în colaborare cu Paul Barbăneagră, ISBN 953-9295-44-4, 242 p.), (ediția a II-a, 2004, ISBN: 85786-030003-28);
- Interviul în presa scrisă. Curs universitar, Editura Augusta, 1999, ISBN: 973-8039-15-0, 110 p. (ediția a doua, revăzută și adăugită, 2002, ISBN:973-8184-95-9, 135 p.);
- Eliade, ezotericul, editura Mirton, 2002, (ISBN: 973-585-823-1), 194 pagini (Premiul pentru eseu românesc al Asociației Editorilor din România, 2003, Premiul Asociației Scriitorilor din România, Filiala Timișoara pentru 2003);
- Ezoterism și comunicare simbolică, Editura Universității de Vest, 2004, 198 p. (ISBN: 973-85433-53-3);
- Eliade, ezotericul, ediția a doua revăzută și adăugită, Est Samuel Tastet Editeur, 2012, 361 p. (ISBN: 978-2-86818-044-5);
- Limba română pentru începători. De la 14 la 101 ani, editura Universității de Vest, 2017, (ISBN: 978-973-125-561-3), 377 pagini:
- EN LANGUE FRANÇAISE :
- Eliade l'Ésotérique. Traduit du roumain par Samuel Tastet. EST-Samuel Tastet Éditeur, 2017, (ISBN: 978-2-86818-070-4), 384 pagini.

### Cărți de jurnalistică
- În oglinda vremii și a aducerilor aminte. Convorbiri cu Prof. univ. Dr. Gheorghe Băcanu și Prof. univ. dr. Nicolae Barbu, Timișoara, editura Diacritic, 2016 (ISBN: 978-606-8857-03-9);
- În oglinda vremii și a aducerilor aminte. Convorbiri cu Prof. univ. Dr. Ovidiu Nicolae Grivu, Timișoara, editura Diacritic, 2017 (ISBN: 978-606-8857-10-7);

### Traduceri
- René Guénon, Simboluri ale științei sacre, Humanitas, 1996 (în colab. cu Sorina Șerbănescu)
- Paul Barbăneagră, Arhitectură și Geografie sacră, Polirom, 2000 (în colab. cu Mihaela Cristea)